# Australia Day
Australia Day (dosłownie – „Dzień Australii”), znany także jako Anniversary Day i Foundation Day święto państwowe Australii obchodzone 26 stycznia upamiętniające założenie przez kapitana Arthura Phillipa (późniejszego Gubernatora Australii) pierwszej stałej osady w Australii – kolonii karnej przy Port Jackson (dzisiejsze Sydney). Australia Day obchodzony jest we wszystkich stanach i terytoriach Australii, jest to dzień wolny od pracy, jeżeli przypada w sobotę lub w niedzielę to dniem wolnym od pracy staje się poniedziałek.
Na Australia Day ogłaszany jest Australijczyk Roku. Nagroda jest przyznawana dla obywatela Australii, który wniósł znaczący wkład do narodu i społeczności australijskiej. Nagroda jest przyznawana w kategoriach: Young i Senior Australian of the Year i nagroda Australian Local Hero (Miejscowy Australijski Bohater).
Pierwsza pamiętna data świętowań sięga roku 1808 i 1818, kiedy gubernator Lachlan Macquarie pierwszy raz oficjalnie obchodził Australia Day. W 2004 roku oszacowano, że w całej historii Australia Day świętowało już 7,5 miliona ludzi.

## Historia
Pierwsza Flota przybyła do Australii pomiędzy 18, a 20 stycznia 1788, ale gubernator Philip oficjalnie odczytał rozkaz króla ustanawiającego nową kolonię o nazwie Nowa Południowa Walia dopiero 26 stycznia 1788. W trzydziestą rocznicę ustanowienia kolonii w 1818 roku gubernator Macquarie dał rządowym pracownikom wakacje.
W 1888 roku Australia Day był świętowany po raz pierwszy we wszystkich stanach poza Adelaide. W 1935 roku po raz pierwszy był świętowany w całej Australii. Szczególne długie były przygotowania do 150. rocznicy w 1938 roku. Rozpoczęły się one już w 1936 roku poprzez powstanie Rady Świętowań. W tym roku tylko Nowa Południowa Walia była stanem, który porzucił tradycyjny długi weekend i trzymał się faktycznego rocznicowego dnia – w środę 26 stycznia.
W 1946 roku świętu nadano nazwę Australia Day, a święto państwowe ustanowiono w najbliższy poniedziałek po 26 stycznia. Od 1994 roku święto we wszystkich stanach ustanowiono 26 stycznia.

## Świętowanie

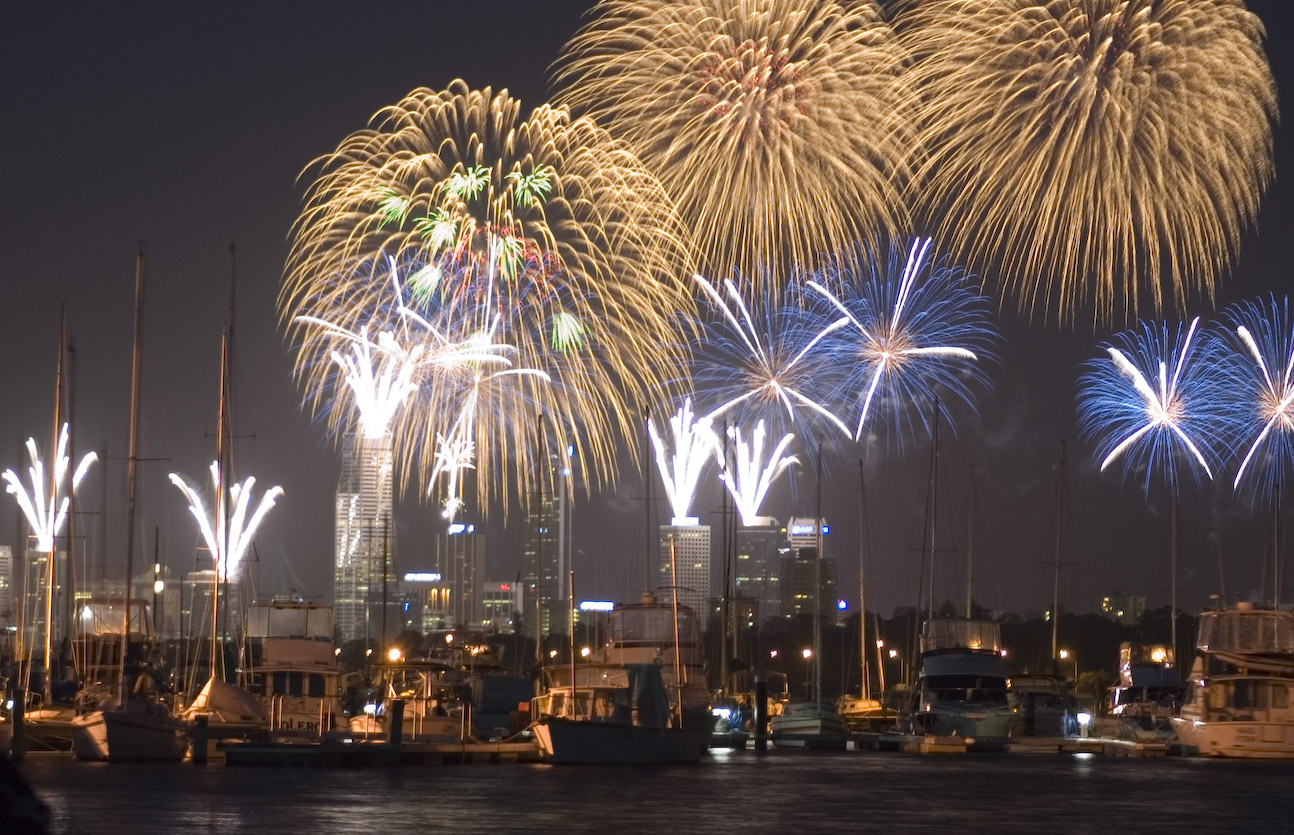
Podczas Lotterywest Skyworks w Perth w 2006 r. podczas uroczystości zebrało się 500 000 ludzi

Dzień Australii jest świętem państwowym. Przez pewien czas był obchodzony w poniedziałek po długim weekendzie, jednak obecnie jest obchodzony 26 stycznia. Tego dnia narodowa rada Dnia Australii NADC przyznaje nagrody Australijczykom za osiągnięcia dla swojej ojczyzny. W tym dniu w całej Australii organizowane są pokazy wojskowe, wyścigi statków oraz zawody surfingowe. W wielu miastach Australii organizowane są tego dnia pokazy sztucznych ogni.